# 自強隧道 (台北市)
自強隧道，又名北一號隧道、簡稱北一隧道，位於台灣台北市故宮路段上，是一座連接士林區及中山區間的公路隧道。該工程列入台北市第一期四年工務建設計劃，由當時的台北市內湖特定區開發處規劃、設計，主要由榮民工程處負責施工。民國57年（1968）動工，至民國61年（1972）竣工。由於東洞工程較為艱鉅，西洞工程先行竣工，故於6月5日前行通車。東洞工程8月底竣工，8月31日正式通車。全長分別為東洞821公尺（北安路至故宮路）、西洞819公尺（故宮路至北安路），寬9公尺。在當時是全台灣最長的一座公路隧道，目前是台北市最長的一座公路隧道。

## 命名緣由
自強隧道是由時任中華民國副總統嚴家淦所命名的，典故源自於時任中華民國總統蔣中正所發表的〈告全國軍民同胞書〉一文中的「莊敬自強，處變不驚」，當時還尚未通車。

## 周邊交通

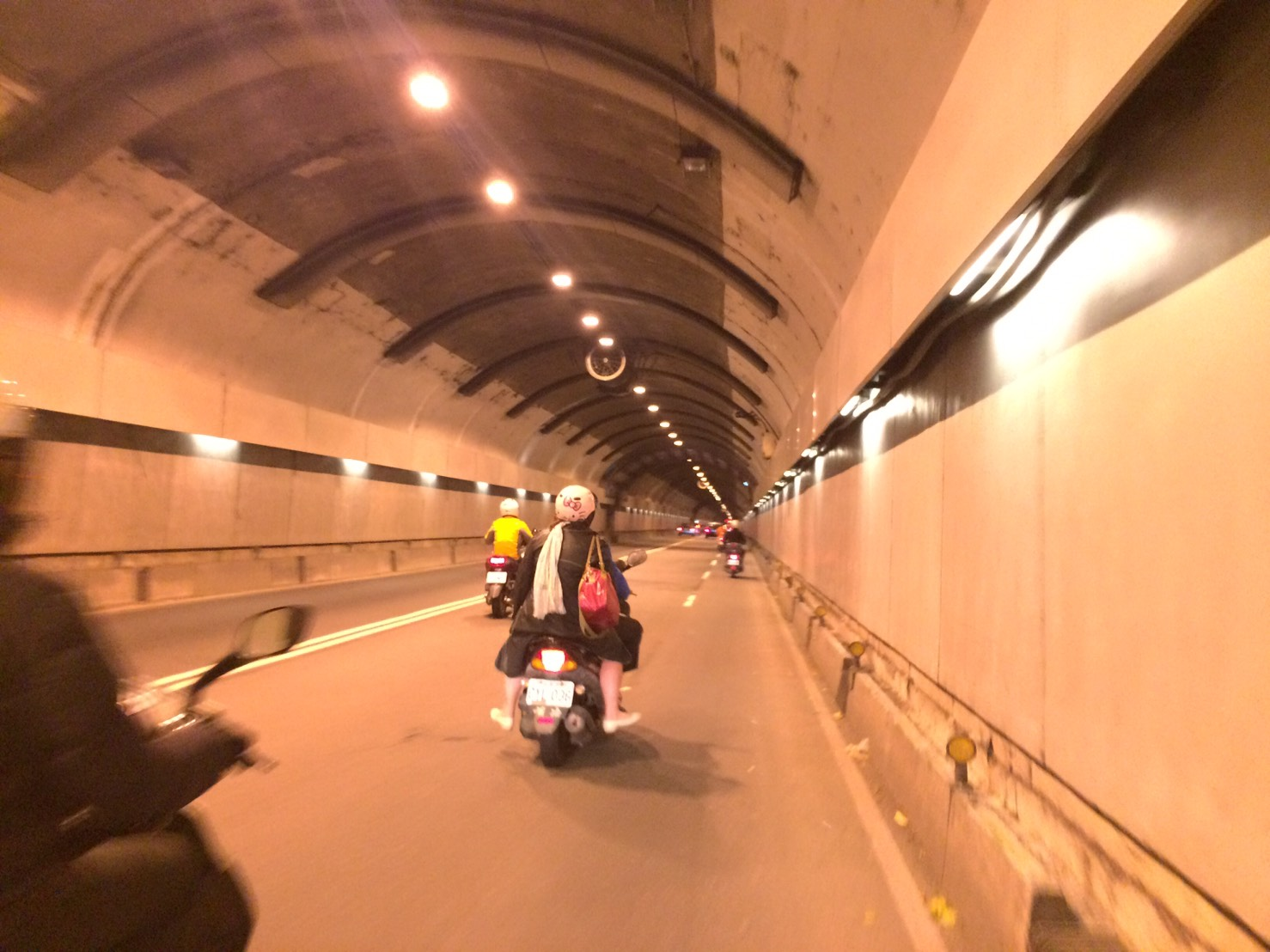
自強隧道，從北安路到自強橋。2017年10月31日。

- 隧道北向出口為士林區，可連接自強橋，經故宮路、至善路，通往國立故宮博物院、東吳大學等。
- 隧道南向出口為中山區，可連接北安路，往東通往內湖，往南通往大直。

## 基本資料
- 隧道設計：雙孔雙向（雙孔隧道，各為相反方向的單行道），分東洞（南往北，往士林方向）、西洞（北往南，往大直方向）。東西兩洞為不平行，南端相距50公尺，至北端出口漸縮為40公尺。[8]
- 橫坑數量：５座（寬4公尺，高3公尺[9]）
- 最高速限：50Km/h
- 行人專用道：設立於隧道外側，但東洞人行道由於行人流量偏低，故於2004年敲除。目前僅保留西洞人行道，寬1.5公尺[10]。
- 汽機車分流：2004年將東洞人行道敲除挪出空間後，增設機慢車專用道，寬2公尺。快車道有兩線，分別為3公尺及3.4公尺，內側快車道加繪「禁行機車」標[10][11]。
- 引道設計：分為北端引道與南端引道，北端最寬達20公尺，南端最寬達18公尺，由台北市養護工程處負責施工[9]。
- 自強橋：位於自強隧道北端出入口，跨越外雙溪，為平行的兩座橋樑，橋樑北側各接上北端引道。長66公尺，寬10.2公尺。由榮民工程處負責施工[8]。